# Чоботовский лес
Чоботовский лес — парк на западе Москвы, расположенный на территории муниципального округа Ново-Переделкино.

## Происхождение названия
Парк получил название по посёлку Чоботы, с которым он граничит на северо-западе.

## Описание
Парк был высажен жителями Переделкино после окончания войны. В настоящее время территория Чоботовского леса относится к Баковскому лесопарку. Парк состоит из двух частей, поделённых Девятой Чоботовской аллей. В 2009 году на территории были проведены работы по окультуриванию: дорожки выложены плиткой, установлены скамейки, на полянах появились беседки, детские и спортивные снаряды, тропинки обозначены гравием. В мае 2015 года по периметру Чоботовского леса был установлен небольшой забор. 28 октября 2016 года в Чоботовском лесе, на месте, где во времена Великой Отечественной войны располагались окопы, был возведен обелиск, посвящённый обороне Москвы.